# Sokratis Fytanidis
Sokratis Fytanidis (Grieks: Σωκράτης Φυτανίδης; Koufalia, 25 mei 1984) is een Grieks voormalig voetballer die doorgaans speelde als centrale verdediger. Tussen 2004 en 2021 was hij actief voor Apollon Kalamarias, Asteras Tripolism Atromitos, Gaz Metan, Enosis Neon Paralimni, Levadiakos en Iraklis.

## Clubcarrière
Fytanidis speelde in de jeugdopleiding van PAO Koufalia, maar brak in 2004 door bij Apollon Kalamarias, waarvoor hij gedurende vijfenzeventig wedstrijden speelde en tot één doelpunt kwam. Tussen 2007 en 2011 stond de verdediger onder contract bij Asteras Tripolis, waarna hij in 2011 een verbintenis tekende bij Atromitos. Met die club kwam hij onder meer uit in de UEFA Europa League. In juli 2017 verliet hij Atromitos na het aflopen van zijn verbintenis. Gedurende een halfjaar had Fytanidis geen club maar in februari 2018 tekende hij voor een half seizoen bij Gaz Metan. Na een halfjaar ging hij weer weg bij deze club. Fytanidis kreeg in januari 2019 een nieuwe club, toen hij voor een half seizoen tekende bij Enosis Neon Paralimni. Levadiakos nam hem in augustus 2019 over. Na een tijdje zonder club tekende hij in september 2020 voor een jaar bij Iraklis. Na dit jaar besloot Fytanidis op zevenendertigjarige leeftijd een punt te zetten achter zijn actieve loopbaan.

## Interlandcarrière
Fytanidis werd in 2013 opgeroepen voor het Grieks voetbalelftal. Tijdens wedstrijden tegen Noorwegen en Oostenrijk kwam de verdediger echter niet in actie.